# Bulletin monumental
Le Bulletin monumental est une revue trimestrielle française. Fondé en 1834 par Arcisse de Caumont, le Bulletin est l'organe de diffusion de la Société française d'archéologie. Il continue à être publié au début du XXIe siècle.

## Historique
La naissance du Bulletin monumental est liée à celle de la Société française d'archéologie par Arcisse de Caumont. Dès sa création en 1834, cette association se dote d'un organe de diffusion de ses recherches, à raison de quatre publications annuelles. Les publications se font sans discontinuer depuis, aux exceptions notables des années 1915 à 1919 et 1942 à 1944,,.

Le premier numéro du Bulletin comporte ente autres le règlement qui précise les intentions du fondateur : 

« La société se propose de faire le dénombrement complet des monuments français, de les décrire, de les classer par ordre chronologique et de publier des statistiques dans un bulletin périodique. Elle fera tous ces efforts 1° pour empêcher la destruction des anciens édifices et les dégradations qui résultent des restaurations mal entendues ; 2° pour obtenir le dénombrement des pièces manuscrites déposées dans les archives. »

Par la suite, l'orientation scientifique du Bulletin est surtout due à Eugène Lefèvre-Pontalis, président de la Société de 1900 à 1923, et qui donne une caution de sérieux à la revue, notamment en s'inspirant de la méthode développée à l'École des Chartes. À partir des années 1970, l'enseignement plus systématique de l'histoire de l'art à l'université, ouvre le Bulletin à cette discipline, d'une part, et à la contribution de jeunes chercheurs de formation universitaire. À partir des années 1980, le champ géographique de la revue s'élargit également, en s'intéressant notamment au patrimoine anglais puis allemand.

## Ligne éditoriale
Le Bulletin monumental vise un public professionnel et amateur, connaissant les domaines du patrimoine et de l'architecture. Il couvre la période allant du Haut Moyen Âge au XXe siècle : du fait des objectifs initiaux d'Arcisse de Caumont, et en particulier de la protection du patrimoine médiéval, l'Antiquité n'entre pas dans le champ de préoccupation direct des membres de la Société, même si elle n'est pas rejetée a priori.
Le Bulletin comprend notamment des articles de fond sur des sujets précis, des actualités fournissant un éclairage sur les récentes recherches ou découvertes architecturales effectuées, une bibliographie comprenant une recension critique des ouvrages récemment parus sur ces sujets, enfin une chronique qui fournit des commentaires critiques et comptes-rendus d’articles parus dans d’autres publications similaires. Dans ce but, le comité de lecture de la revue se réunit neuf à dix fois par an afin de décider des publications futures.
Une des particularités qui découle de l'orientation initiale de la Société française d'archéologie est que cette dernière est un véritable acteur de l'histoire des monuments historiques, et que le Bulletin rend donc compte du sujet d'étude de la Société tout en étant l'organe de diffusion d'un des principaux artisans de l'évolution du champ d'étude de la discipline, autant en termes de méthode qu'en termes de buts recherchés.